# Liste des périodiques Batman
Cette page reprend la liste des périodiques publiants les différentes séries mettant en scène Batman. Elle complète la liste des comics Batman qui elle reprend uniquement les albums.

## 1972-1980: Interpresse

### Batman
Série de magazines de 103 numéros. Chacun reprend 3 récits tirés essentiellement de Detective Comics et Batman. Mais on retrouve également des récits de The Brave and The Bold et de Batman Family.

## 1969-1986: Sagédition

### Superman et Batman et Robin (1969-1975)
Série de magazines de 73 numéros (dont deux doubles) présentant des chapitres de Batman, Detective Comics et World's Finest mais aussi des récits liés à Superman (Superman, Superman's Pal Jimmy Olsen...) éditée entre 1969 et 1975.

### Batman Géant (1972-1975)
Magazine de 12 numéros. Chacun reprend entre 4 et 7 récits tirés de Detective Comics, Batman, World's Finest, Action Comics et The Brave And The Bold, essentiellement de la période 1970-1973. Ils mettent en scène Batman, Robin, Batgirl, Superman et Superboy et ont été édités entre 1972 et 1975..

### Batman Bimestriel (1975-1976)
Magazine composé de 7 numéros, édité entre 1975 et 1976.

### Batman et Superman Géant (1976-1978)
Magazine composé de 11 numéros, édité entre 1976 et 1978.

### Batman Poche (1976-1984)
Magazine composé de 52 numéros, édité entre 1976 et 1984.

### Batman (1982-1986)

#### Collection "Le Justicier"
Série éditée entre 1982 et 1983.
- 1 Rendez-vous à Paris !, Sagédition, avril 1982
Scénario : Gerry Conway - Dessin : Collectif
- 2 L'Affaire Lazarus, Sagédition, juillet 1982
Scénario : Marv Wolfman - Dessin : Collectif
- 3 Les Origines du tandem Superman et Batman, Sagédition, septembre 1982
Scénario : Roy Thomas - Dessin : Collectif
- 4 Le Mannequin, Sagédition, décembre 1982
Scénario : Gerry Conway - Dessin : Collectif
- 5 Pile ou face, Sagédition, avril 1983
Scénario : Gerry Conway - Dessin : Collectif

#### Collection "Le Détective masqué"
Série éditée entre 1984 et 1986.
- 1 Batman et Catwoman : La Rivale, Sagédition, janvier 1984
Scénario : Gerry Conway - Dessin : Collectif
- 2 Le Défi suprême, Sagédition, décembre 1984
Scénario : Mike W. Barr - Dessin : Collectif
- 3 Le Vengeur, Sagédition, avril 1985
Scénario : Mike Barr - Dessin : Michael Golden
- 4 Les Quatre visages de Batman, Sagédition, octobre 1986
Scénario : Mike Barr - Dessin : Jerry Ordway

## 1994-2005: Semic

### Batman Magazine (1994-1997)
Batman Magazine propose dans ses 38 numéros des chapitres des séries The Batman Adventures et Batman & Robin Adventures entre 1994 et 1997. Ces deux séries sont issues de la série télévisée Batman de 1992.
- Le Pingouin dans la Haute, 07/1994
- Catwoman fait des siennes, 08/1994
- Le joker passe à l'attaque, 09/1994
- Dyslexus (1re partie), 10/1994
- Dyslexus (2e partie), 11/1994
- La dernière Énigme, 12/1994
- Le Retour de Batgirl, 01/1995
- Ennemi mumlic, 02/1995
- Le livre qui tue !, 03/1995
- Le grand complot, 04/1995
- Le jour "j", 05/1995
- Nuit de cauchemar, 06/1995
- Nuit de cauchemar, 07/1995
- la belle et les bêtes, 08/1995
- Pile ou face, 09/1995
- Qu'elle était verte, ma vallée, 10/1995
- Devoir de vengeance, 11/1995
- L'arbre de la connaissance, 12/1995
- Super-amis !, 01/1996
- Le syndrome du survivant, 02/1996
- Un avent de folie, 03/1996
- La machine infernale, 04/1996
- Le livre du souvenir, 05/1996
- Batmôme magazine, 06/1996
- Double kidnapping, 07/1996
- Comme un oiseau en cage, 08/1996
- Harley Quinn, Poison Ivy et... Robin, 09/1996
- Robin à la une, 10/1996
- La voix de son maître, 11/1996
- Conte de Noël, 12/1996
- Le Piège, 01/1997
- La Chasse est ouverte, 02/1997
- Le Jeu du Chat et de la Souris, 03/1997
- Derrière les Barreaux, 04/1997
- Batman sauve... Bruce Wayne, 05/1997
- Un Coup de Génie, 06/1997
- Vague de Crimes, 07/1997
- Justiciers en Herbe, 08/1997

### Batman Legend (1996)
En 1996, les éditions Semic propose le magazine Batman Legend en 5 numéros qui présentent des chapitres des séries Batman et Legend of the Dark Knight :
- 1 Batman Legend 1[9], Semic, février 1996
Scénario et dessin : Matt Wagner - Couleurs : Steve Oliff
- 2 Batman Legend 2[10], Semic, avril 1996
Scénario, dessin et couleurs : Collectif
- 3 Batman Legend 3[11], Semic, juin 1996
Scénario, dessin et couleurs : Collectif
- 4 Batman Legend 4[12], Semic, août 1996
Scénario, dessin et couleurs : Collectif
- 5 Batman Legend 5[13], Semic, octobre 1996
Scénario, dessin et couleurs : Collectif

### Strange (1996-1997)
En 1996, Semic propose dans son magazine Strange des récits de DC Comics en remplacement des récits Marvel à la suite de la perte de la licence au profit de Panini Comics, mais il stoppe cette formule dès l'année suivante, en 1997.
1. Strange 325[14] (Batman 523)
2. Strange 326 (Batman 524)
3. Strange 327 (Batman 525)
4. Strange 328 (Batman 526)
5. Strange 329 (Batman 527)
6. Strange 330 (Batman 528)
7. Strange 331 (Batman 530)
8. Strange 332 (Batman 531)
9. Strange 333 (Batman 532)
10. Strange 334 (Batman 535)
11. Strange 335 (Batman 536)

### Batman (Bimestriel) (2003-2005)
Entre 2003 et 2005, Semic propose un magazine bimestriel de 13 numéros. 
- 1 Hush 1 : La Rançon, Semic, Batman, février 2003
Scénario : Jeph Loeb - Dessin : Jim Lee - Couleurs : Alex Sinclair
- 2 Hush 2 : L'Ami/La Bête, Semic, Batman, avril 2003
Scénario : Jeph Loeb - Dessin : Jim Lee - Couleurs : Alex Sinclair
- 3 Hush 3 : La Cité, Semic, Batman, juin 2003
Scénario : Jeph Loeb - Dessin : Jim Lee - Couleurs : Alex Sinclair
- 4 Hush 4 : La Bataille, Semic, Batman, août 2003
Scénario : Jeph Loeb - Dessin : Jim Lee - Couleurs : Alex Sinclair
- 5 Hush 5 : L'Opéra, Semic, Batman, octobre 2003
Scénario : Jeph Loeb - Dessin : Jim Lee - Couleurs : Alex Sinclair
- 6 Hush 6 : La Blague, Semic, Batman, décembre 2003
Scénario : Jeph Loeb - Dessin : Jim Lee - Couleurs : Alex Sinclair
- 7 Hush 7 : La Mort/Les Assassins, Semic, Batman, février 2004
Scénario : Jeph Loeb - Dessin : Jim Lee - Couleurs : Alex Sinclair
- 8 Hush 8 : La Tombe/La Partie, Semic, Batman, avril 2004
Scénario : Jeph Loeb - Dessin : Jim Lee - Couleurs : Alex Sinclair
- 9 Hush 9 : La Fin, Semic, Batman, juin 2004
Scénario : Jeph Loeb - Dessin : Jim Lee - Couleurs : Alex Sinclair
- 10 Batman 10, Semic, Batman, août 2004
Scénario : Jeph Loeb - Dessin : Jim Lee - Couleurs : Alex Sinclair
- 11 Batman 11, Semic, Batman, octobre 2004
Scénario : Jeph Loeb - Dessin : Jim Lee - Couleurs : Alex Sinclair
- 12 Batman/Superman 1, Semic, Batman, décembre 2004
Scénario : Brian Azzarello - Dessin : Jim Lee - Couleurs : Patricia Mulvihill
- 13 Batman/Superman 2, Semic, Batman, février 2005
Scénario : Brian Azzarello - Dessin : Jim Lee - Couleurs : Patricia Mulvihill

## 2005-2011: Panini Comics
En 2005, Semic perd les droits de la licence DC Comics au profit de Panini Comics.

### Batman (mensuel) (2005-2007)
Le nouveau mensuel Batman de Panini est édité entre 2005 et 2007.
- 1 Peur sur Gotham, Batman, juin 2005
Scénario et dessin : Collectif
- 2 Vengeance, Batman, juillet 2005
Scénario et dessin : Collectif
- 3 Les Monstres,  Batman, août 2005
Scénario et dessin : Collectif
- 4 Les Gardes du corps (1), Batman, septembre 2005
Scénario et dessin : Collectif
- 5 Les Gardes du corps (2), Batman, octobre 2005
Scénario et dessin : Collectif
- 6 Jeux de guerre (1/7), Batman, novembre 2005
Scénario et dessin : Collectif
- 7 Jeux de guerre (2/7), Batman, décembre 2005
Scénario et dessin : Collectif
- 8 Jeux de guerre (3/7), Batman, janvier 2006
Scénario et dessin : Collectif
- 9 Jeux de guerre (5/7), Batman, février 2006
Scénario et dessin : Collectif
- 10 Jeux de guerre (7/7),  Batman, mars 2006
Scénario et dessin : Collectif
- 11 Sous le masque (1), Batman, avril 2006
Scénario et dessin : Collectif
- 12 Sous le masque (2), Batman, mai 2006
Scénario et dessin : Collectif
- 13 Jekyll and Hyde, Batman, juin 2006
Scénario et dessin : Collectif
- 14 L’Énigme, Batman, juillet 2006
Scénario et dessin : Collectif
- 15 Réunion de famille, Batman, août 2006
Scénario et dessin : Collectif
- 16 Nature humaine, Batman, septembre 2006
Scénario et dessin : Collectif
- 17 La Ville du crime, Batman, octobre 2006
Scénario et dessin : Collectif
- 18 Percer la carapace, Batman, novembre 2006
Scénario et dessin : Collectif
- 19 Crimes de guerre, Batman, décembre 2006
Scénario et dessin : Collectif
- 20 L'Expérience, Batman, janvier 2007
Scénario et dessin : Collectif
- 21 Rupture de contrat, Batman, février 2007
Scénario et dessin : Collectif
- 22 Jeux de vilains.., Batman, mars 2007
Scénario et dessin : Collectif
- 23 Course contre la mort,  Batman, avril 2007
Scénario et dessin : Collectif

### Batman - Hors Série (2005-2007)
Sur la même période de 2005-2007, le magazine mensuel est accompagné de numéros hors-série.
- 1 Les Jeunes filles et la mort (1/2), septembre 2005
Scénario : Greg Rucka - Dessin : Klaus Janson
- 2 Les Jeunes filles et la mort (2/2), décembre 2005
Scénario : Greg Rucka - Dessin : Klaus Janson
- 3 Jeux de guerre (4/7), février 2006
Scénario et dessin : Collectif
- 4 Jeux de guerre (6/7), mars 2006
Scénario et dessin : Collectif
- 5 Ra's Al Ghul : Année un, juin 2006
Scénario : Devin Kalile Grayson - Dessin : Paul Gulacy - Couleurs : Laurie Kronenberg
- 6 Le Futur sous toutes ses formes, avril 2007
Scénario : A. J. Lieberman - Dessin : Al Barrionuevo - Couleurs : Laurie Kronenberg

### Batman / Superman (bimestriel) (2005-2007)
Un magazine bimestriel, Batman/Superman, accompagne le magazine mensuel entre 2005 et 2007. Il propose des aventures de Batman aux côtés de la Justice League lors de grandes crises comme Crise d'Identité et Infinite Crisis.
1. Crise d'identité (1) (2005)
2. Crise d'identité (2) (2005)
3. Crise d'identité (3) (2006)
4. Crise d'identité (4) (2006)
5. Crise d'identité (5) (2006)
6. Le projet OMAC (1) (2006)
7. Le projet OMAC (2) (2006)
8. Infinite Crisis (1/4) (2006)
9. Infinite Crisis (2/4) (2007)
10. Infinite Crisis (3/4) (2007)
11. Infinite Crisis (4/4) (2007)

### Batman Mag (2006-2011)
Entre 2006 et 2011, Batman Mag, un magazine à destination d'un jeune public, propose sur 34 numéros des chapitres des séries de comics The Batman Strikes!, Teen Titans Go!, Batman: The Brave and the Bold et The AllNew Batman: The Brave and the Bold, respectivement inspirées des séries télévisées The Batman, Teen Titans, et Batman : L'Alliance des Héros.

### Superman / Batman (mensuel) (2007-2010)
En 2007, Panini modifie son offre et propose le mensuel Superman/Batman jusqu'en 2010.
1. Face à face (1) - 2007
2. Face à face (2) - 2007
3. Plus haut, plus loin ! (1) - 2007
4. Plus haut, plus loin ! (2) - 2007
5. Retour à l'action (1) - 2007
6. Retour à l'action (2) - 2007
7. Hommes et monstres - 2008
8. Le dernier lendemain - 2008
9. Dernier fils - 2008
10. Double langage - 2008
11. La morsure du requin - 2008
12. Batman à Bethléem - 2008
13. Confiance - 2009
14. L'honneur des voleurs - 2009
15. Un monde à part - 2009
16. L'ennemi aux neuf yeux - 2009
17. Dans les abîmes - 2009
18. Le troisième kryptonien - 2009
19. Batman et la légion des super-héros - 2010
20. Cœurs assombris - 2010

### Superman / Batman - Hors Série (2007-2010)
Le mensuel est accompagné de numéros hors série, entre 2007 et 2010. Une partie de la série All-Star Batman and Robin, the Boy Wonder y sera présentée.
1. Funérailles à Smallville - 2007
2. Dans la peau de Bizarro - 2007
3. Le jeune prodige (3) - 2007
4. Le jeune prodige (4) - 2008
5. Immortel - 2008
6. Le jeune prodige (5) - 2008
7. Soleil rouge - 2009
8. La trainée des ombres - 2009
9. Le royaume - 2010

## Depuis 2012: Urban Comics
En 2011, Urban Comics récupère les droits d'édition de la licence DC et démarre l'édition des titres au 1er janvier 2012.

### Batman Saga (2012-2016)
Magazine mensuel édité entre Mars 2012 et Janvier 2016.
- 1 Batman Saga, Urban Comics, mai 2012
Scénario, dessin et couleurs : Divers
- 2 Batman Saga, Urban Comics, juin 2012
Scénario, dessin et couleurs : Divers
- 3 Batman Saga, Urban Comics, juillet 2012
Scénario, dessin et couleurs : Divers
- 4 Batman Saga, Urban Comics, août 2012
Scénario, dessin et couleurs : Divers
- 5 Batman Saga, Urban Comics, septembre 2012
Scénario, dessin et couleurs : Divers
- 6 Batman Saga, Urban Comics, octobre 2012
Scénario, dessin et couleurs : Divers
- 7 Batman Saga, Urban Comics, novembre 2012
Scénario, dessin et couleurs : Divers
- 8 Batman Saga, Urban Comics, décembre 2012
Scénario, dessin et couleurs : Divers
- 9 Batman Saga, Urban Comics, janvier 2013
Scénario, dessin et couleurs : Divers
- 10 Batman Saga, Urban Comics, février 2013
Scénario, dessin et couleurs : Divers
- 11 Batman Saga, Urban Comics, mars 2013
Scénario, dessin et couleurs : Divers
- 12 Batman Saga, Urban Comics, avril 2013
Scénario, dessin et couleurs : Divers
- 13 Batman Saga, Urban Comics, mai 2013
Scénario, dessin et couleurs : Divers
- 14 Batman Saga, Urban Comics, juin 2013
Scénario, dessin et couleurs : Divers
- 15 Batman Saga, Urban Comics, juillet 2013
Scénario, dessin et couleurs : Divers
- 16 Batman Saga, Urban Comics, août 2013
Scénario, dessin et couleurs : Divers
- 17 Batman Saga, Urban Comics, septembre 2013
Scénario, dessin et couleurs : Divers
- 18 Batman Saga, Urban Comics, octobre 2013
Scénario, dessin et couleurs : Divers
- 19 Batman Saga, Urban Comics, novembre 2013
Scénario, dessin et couleurs : Divers
- 20 Batman Saga, Urban Comics, décembre 2013
Scénario, dessin et couleurs : Divers
- 21 Batman Saga, Urban Comics, janvier 2014
Scénario, dessin et couleurs : Divers
- 22 Batman Saga, Urban Comics, février 2014
Scénario, dessin et couleurs : Divers
- 23 Batman Saga, Urban Comics, mars 2014
Scénario, dessin et couleurs : Divers
- 24 Batman Saga, Urban Comics, avril 2014
Scénario, dessin et couleurs : Divers
- 25 Batman Saga, Urban Comics, mai 2014
Scénario, dessin et couleurs : Divers
- 26 Batman Saga, Urban Comics, juin 2014
Scénario, dessin et couleurs : Divers
- 27 Batman Saga, Urban Comics, juillet 2014
Scénario, dessin et couleurs : Divers
- 28 Batman Saga, Urban Comics, août 2014
Scénario, dessin et couleurs : Divers
- 29 Batman Saga, Urban Comics, septembre 2014
Scénario, dessin et couleurs : Divers
- 30 Batman Saga, Urban Comics, octobre 2014
Scénario, dessin et couleurs : Divers
- 31 Batman Saga, Urban Comics, novembre 2014
Scénario, dessin et couleurs : Divers
- 32 Batman Saga, Urban Comics, décembre 2014
Scénario, dessin et couleurs : Divers
- 33 Batman Saga, Urban Comics, janvier 2015
Scénario, dessin et couleurs : Divers
- 34 Batman Saga, Urban Comics, février 2015
Scénario, dessin et couleurs : Divers
- 35 Batman Saga, Urban Comics, mars 2015
Scénario, dessin et couleurs : Divers
- 36 Batman Saga, Urban Comics, avril 2015
Scénario, dessin et couleurs : Divers
- 37 Batman Saga, Urban Comics, mai 2015
Scénario, dessin et couleurs : Divers
- 38 Batman Saga, Urban Comics, juin 2015
Scénario, dessin et couleurs : Divers
- 39 Batman Saga, Urban Comics, juillet 2015
Scénario, dessin et couleurs : Divers
- 40 Batman Saga, Urban Comics, août 2015
Scénario, dessin et couleurs : Divers
- 41 Batman Saga, Urban Comics, septembre 2015
Scénario, dessin et couleurs : Divers
- 42 Batman Saga, Urban Comics, octobre 2015
Scénario, dessin et couleurs : Divers
- 43 Batman Saga, Urban Comics, novembre 2015
Scénario, dessin et couleurs : Divers
- 44 Batman Saga, Urban Comics, décembre 2015
Scénario, dessin et couleurs : Divers
- 45 Batman Saga, Urban Comics, janvier 2016
Scénario, dessin et couleurs : Divers

### Batman Saga - Hors Série (2012-2015)
Le magazine mensuel est accompagné de numéros hors-série de Décembre 2012 jusqu'en Octobre 2015.
- 1 Batman Saga Hors série, Urban Comics, décembre 2012
Scénario : Scott Snyder - Dessin : Trevor McCarthy - Couleurs : Guy Major
- 2 Batman Saga Hors série, Urban Comics, juillet 2013
Scénario : Grant Morrison - Dessin : Frazer Irving - Couleurs : Divers
- 3 Batman Saga Hors série, Urban Comics, novembre 2013
Scénario : Grant Morrison - Dessin : Chris Burnham - Couleurs : Divers
- 4 Batman Saga Hors série, Urban Comics, mars 2014
Scénario : Grant Morrison - Dessin : Chris Burnham - Couleurs : Divers
- 5 Batman Saga Hors série, Urban Comics, mai 2014
Scénario : Grant Morrison - Dessin : Chris Burnham - Couleurs : Divers
- 6 Batman Saga Hors série, Urban Comics, novembre 2014
Scénario et dessin : Andy Kubert - Couleurs : Brad Anderson
- 7 Batman Saga Hors série, Urban Comics, mai 2015
Scénario : Greg Pak - Dessin : Diogenes Neves - Couleurs : Divers
- 8 Batman Saga Hors série, Urban Comics, octobre 2015
Scénario, dessin et couleurs : Divers

### Batman Univers (2016-2017)
De Mars 2016 à Avril 2017, Urban change sa formule et propose un nouveau magazine mensuel, Batman Univers.
- 1 Batman Univers, Urban Comics, mars 2016
Scénario, dessin et couleurs : Divers
- 2 Batman Univers, Urban Comics, avril 2016
Scénario, dessin et couleurs : Divers
- 3 Batman Univers, Urban Comics, mai 2016
Scénario, dessin et couleurs : Divers
- 4 Batman Univers, Urban Comics, juin 2016
Scénario, dessin et couleurs : Divers
- 5 Batman Univers, Urban Comics, juillet 2016
Scénario, dessin et couleurs : Divers
- 6 Batman Univers, Urban Comics, août 2016
Scénario, dessin et couleurs : Divers
- 7 Batman Univers, Urban Comics, septembre 2016
Scénario, dessin et couleurs : Divers
- 8 Batman Univers, Urban Comics, octobre 2016
Scénario, dessin et couleurs : Divers
- 9 Batman Univers, Urban Comics, novembre 2016
Scénario, dessin et couleurs : Divers
- 10 Batman Univers, Urban Comics, décembre 2016
Scénario, dessin et couleurs : Divers
- 11 Batman Univers, Urban Comics, janvier 2017
Scénario, dessin et couleurs : Divers
- 12 Batman Univers, Urban Comics, février 2017
Scénario, dessin et couleurs : Divers
- 13 Batman Univers, Urban Comics, mars 2017
Scénario, dessin et couleurs : Divers
- 14 Batman Univers, Urban Comics, avril 2017
Scénario, dessin et couleurs : Divers

### Batman Univers - Hors Série (2016-2017)
Des numéros hors-série accompagnent le magazine mensuel d'Avril 2016 jusqu'en Avril 2017.
- 1 Batman Univers Hors Série, Urban Comics, avril 2016
Scénario, dessin et couleurs : Divers
- 2 Batman Univers Hors Série, Urban Comics, juillet 2016
Scénario, dessin et couleurs : Divers
- 3 Batman Univers Hors Série, Urban Comics, octobre 2016
Scénario, dessin et couleurs : Divers
- 4 Batman Univers Hors Série, Urban Comics, janvier 2017
Scénario, dessin et couleurs : Divers
- 5 Batman Univers Hors Série, Urban Comics, avril 2017
Scénario, dessin et couleurs : Divers

### Batman Rebirth (2017-2019)
De juin 2017 à mai 2019, Urban change à nouveau sa formule pour proposer le nouveau relaunch de DC Comics : DC Rebirth.
- 1 Batman Rebirth, Urban Comics, Juin 2017
Scénario, dessin et couleurs : Divers
- 2 Batman Rebirth, Urban Comics, Juillet 2017
Scénario, dessin et couleurs : Divers
- 3 Batman Rebirth, Urban Comics, Août 2017
Scénario, dessin et couleurs : Divers
- 4 Batman Rebirth, Urban Comics, Septembre 2017
Scénario, dessin et couleurs : Divers
- 5 Batman Rebirth, Urban Comics, Octobre 2017
Scénario, dessin et couleurs : Divers
- 6 Batman Rebirth, Urban Comics, Novembre 2017
Scénario, dessin et couleurs : Divers
- 7 Batman Rebirth, Urban Comics, Décembre 2017
Scénario, dessin et couleurs : Divers
- 8 Batman Rebirth, Urban Comics, Janvier 2018
Scénario, dessin et couleurs : Divers
- 9 Batman Rebirth, Urban Comics, Février 2018
Scénario, dessin et couleurs : Divers
- 10 Batman Rebirth, Urban Comics, Mars 2018
Scénario, dessin et couleurs : Divers
- 11 Batman Rebirth, Urban Comics, Avril 2018
Scénario, dessin et couleurs : Divers
- 12 Batman Rebirth, Urban Comics, Mai 2018
Scénario, dessin et couleurs : Divers
- 13 Batman Rebirth, Urban Comics, Juin 2018
Scénario, dessin et couleurs : Divers
- 14 Batman Rebirth, Urban Comics, Juillet 2018
Scénario, dessin et couleurs : Divers
- 15 Batman Rebirth, Urban Comics, Août 2018
Scénario, dessin et couleurs : Divers
- 16 Batman Rebirth, Urban Comics, Septembre 2018
Scénario, dessin et couleurs : Divers
- 17 Batman Rebirth, Urban Comics, Octobre 2018
Scénario, dessin et couleurs : Divers
- 18 Batman Rebirth, Urban Comics, Novembre 2018
Scénario, dessin et couleurs : Divers
- 19 Batman Rebirth, Urban Comics, Décembre 2018
Scénario, dessin et couleurs : Divers
- 20 Batman Rebirth, Urban Comics, Janvier 2019
Scénario, dessin et couleurs : Divers
- 21 Batman Rebirth, Urban Comics, Février 2019
Scénario, dessin et couleurs : Divers
- 22 Batman Rebirth, Urban Comics, Mars 2019
Scénario, dessin et couleurs : Divers
- 23 Batman Rebirth, Urban Comics, Avril 2019
Scénario, dessin et couleurs : Divers
- 24 Batman Rebirth, Urban Comics, Mai 2019
Scénario, dessin et couleurs : Divers

### Récit Complet Batman (2017-2019)
Bimestriel de Juin 2017 à Avril 2019.
- 1 Batman récit complet : Batgirl & Les Birds of Prey : Qui est Oracle ?, Urban Comics, Juin 2017
Scénario : Julie Benson et Shawna Benson - Dessin : Claire Roe et Roge Antonio - Couleurs : Allen Passalaqua
- 2 Batman récit complet : Poison Ivy, à la vie, à la mort, Urban Comics, Août 2017
Scénario : Amy Chu - Dessin : Clay Mann et Stephen Segovia - Couleurs : Seth Mann, Sandu Florea et Art Thibert
- 3 Batman récit complet : Teen Titans - Le petit génie, Urban Comics, Octobre 2017
Scénario : Benjamin Percy - Dessin : Jonboy Meyers - Couleurs : Jim Charalampidis
- 4 Batman récit complet : Noël à Gotham, Urban Comics, Décembre 2017
Scénario, dessin et couleurs : Divers
- 5 Batman récit complet : Nighwing : Premiers pas à Blüdhaven, Urban Comics, Février 2018
Scénario : Chuck Dixon - Dessin : Scott McDaniel
- 6 Batman récit complet : Batman : La Légende de Batman, Urban Comics, Avril 2018
Scénario, dessin et couleurs : Divers
- 7 Batman récit complet : Batgirl & Les Birds of Prey : Code Source, Urban Comics, Juin 2018
Scénario : Julie Benson et Shawna Benson - Dessin : Claire Roe et Roge Antonio - Couleurs : Breno Tamura
- 8 Batman récit complet : Batman - Europa, Urban Comics, Août 2018
Scénario : Matteo Casali et Brian Azzarello - Dessin : Jim Lee, Gerald Parel et Giuseppe Camuncoli - Couleurs : Jim Lee, Diego Latorre, Giuseppe Camuncoli et Gerald Parel
- 9 Batman récit complet : Teen Titans - Le Sang de La Manta, Urban Comics, Octobre 2018
Scénario : Benjamin Percy et Phil Hester - Dessin : Khoi Pham et Pop Mhan - Couleurs : Trevor Scott et Jim Charalampidis
- 10 Batman récit complet : Contes de Noël, Urban Comics, Décembre 2018
Scénario, dessin et couleurs : Divers
- 11 Batman récit complet : Teen Titans - La trahison de Beast Boy, Urban Comics, Février 2019
Scénario : Benjamin Percy et Phil Hester - Dessin : Khoi Pham et Pop Mhan - Couleurs : Trevor Scott et Jim Charalampidis
- 12 Batman récit complet : Batgirl & Les Birds of Prey : La boucle est bouclée, Urban Comics, Avril 2019
Scénario : Julie Benson et Shawna Benson - Dessin : Marcio Takara et Roge Antonio - Couleurs : Breno Tamura

### Batman Rebirth Bimestriel (2019-2022)
L'évolution du marché en kiosque amène l'éditeur a proposé une nouvelle formule qui dorénavant proposera à son lectorat une formule à plus de 300 pages.
1. Batman Rebirth Bimestriel 1 (5 juillet 2019) (Batman 50-51-52 ; Détective Comics 982-983-984-985 ; Récit complet : Nightwing New Order 1-6)
2. Batman Rebirth Bimestriel 2 (6 septembre 2019) (Batman 53-54-55-56 ; Détective Comics 986-987-988-989 ; Récit complet : Green Lanterns Vol. 7: Superhuman Trafficking (Green Lanterns 40-43 + Annual 1)
3. Batman Rebirth Bimestriel 3 (8 novembre 2019) (Batman 57-58-59-60 ; Détective Comics 990-991-992-993 ; Récit complet : Batman King of Fear 1-6)
4. Batman Rebirth Bimestriel 4 (20 janvier 2020) (Batman 61-62-63 ; Batman Annual 3 ; Detective Comics 994-995-996-997 ; Green Lanterns 44-45-46-47-48-49)
5. Batman Rebirth Bimestriel 5 (6 mars 2020) (Batman 64-65 ; Flash 65 ; Detective Comics 998-999-1000 ; Batman and the Signal 1-2-3 ; DC's Beach Blanket Bad Guys 1)
6. Batman Rebirth Bimestriel 6 (25 septembre 2020) (Batman 66-67-68-69 ; Detective Comics 1000-1001-1002 ; Green Lanterns 50-51-52-53-54-55-56-57)
7. Batman Rebirth Bimestriel 7 (1er décembre 2020) (Batman 70-71-72-73 ; Detective Comics 1003-1004-1005 ; Detective Comics Annual 2 ; Batman and the Outsiders 1-2-3-4-5-6)
8. Batman Rebirth Bimestriel 8 (12 février 2021) (Batman 74-75-76-77 ; Detective Comics 1006-1007-1008-1009 ; Plastic Man 1-2-3-4-5-6)
9. Batman Rebirth Bimestriel 9 (16 avril 2021) (Batman 78-79-80-81 ; Detective Comics 1010-1011-1012-1013 ; Female Furies 1-2-3-4-5-6)
10. Batman Rebirth Bimestriel 10 (11 juin 2021) (Batman 82-83-84-85 ; Detective Comics 1014-1015-1016-1017 ; Suicide Squad Black Files 1-2-3-4-5-6)
11. Batman Rebirth Bimestriel 11 (30 juillet 2021) (Batman 86-87-88-89 ; Detective Comics 1018-1019-1020-1021 ; Batman and the Outsiders 7-8-9-10-11-12)
12. Batman Rebirth Bimestriel 12 (24 septembre 2021) (Batman 90-91-92-93-94 ; Detective Comics 1022-1023-1024 ; Harley Quinn 75 (Back-up) ; Nightwing 70-71-72-73 ; Red Hood Outlaw 48)
13. Batman Rebirth Bimestriel 13 (26 novembre 2021) (Batman 95-96-97-98 ; Detective Comics 1025-1026-1027 ; Batgirl 47-48-49 ; Catwoman 25-26)
14. Batman Rebirth Bimestriel 14 (14 janvier 2022) (Batman 99-100 ; Detective Comics 1027-1028-1029-1030 ; Superman 29-30-31-32 ; Action Comics 1029)
15. Batman Rebirth Bimestriel 15 (11 mars 2022) (Batman 101-102-103-104 ; Detective Comics 1027-1032-1033 ; Catwoman 27-28-29-30-31-32-33)
16. Batman Rebirth Bimestriel 16 (13 mai 2022) (Batman 105 ; Punchline 1 ; Batman Annual 2021 ; Detective Comics 1027 ; Catwoman 34-35-36-37-38 ; Catwoman Annual 2021)

### Batman Bimestriel Infinite (2022-)
La formule précédente reste d'actualité avec de nouvelles aventures de Batman ainsi que la continuation de Detective Comics.
1. Batman Bimestriel Infinite 1 (8 juillet 2022) (Infinite Frontier 0 ; Batman 106-107-108 ; Detective Comics 1034-1035-1036 ; Suicide Squad Black Files 1-2-3-4-5-6)